# Liriomyza baptisiae
Liriomyza baptisiae är en tvåvingeart som beskrevs av Frost 1931. Liriomyza baptisiae ingår i släktet Liriomyza och familjen minerarflugor. Inga underarter finns listade i Catalogue of Life.